# Wiktorija Breżniewa
Wiktorija Pietrowna Breżniewa (ros. Виктория Петровна Брежнева, z domu Dienisowa; 28 listopada?/11 grudnia 1907 w Biełgorodzie, zm. 5 lipca 1995 w Moskwie) – żona sekretarza generalnego Komitetu Centralnego KPZR Leonida Breżniewa i tym samym pierwsza dama ZSRR w latach 1964–1982.

## Życiorys
Urodziła się w Biełgorodzie 11 grudnia 1907 roku w licznej rodzinie. Ze względu na swój charakterystyczny wygląd była czasami brana za Żydówkę. Zaprzeczała swojemu żydowskiemu pochodzeniu i wiązała swoje imię Wiktorija, rzadkie w tamtym czasie wśród Słowian wschodnich, z bliskością jej rodziny z Polakami, wśród których to imię było powszechne.
Po dziewięciu latach nauki Wiktoria wstąpiła do Kurskiego Kolegium Medycznego. Na pierwszym roku, w akademiku, na balu poznała swojego przyszłego męża Leonida Breżniewa. W tym czasie, w 1925 roku, Leonid był studentem trzeciego roku w szkole geodezji i melioracji. Później jako wdowa po Breżniewie wspominała, że początkowo Leonid zaprosił jej przyjaciółkę do tańca, ale ta odmówiła, ponieważ młody mężczyzna nie umiał tańczyć, lecz Wiktorija się zgodziła.
W 1928 roku Leonid i Wiktoria pobrali się i zamieszkali w pobliżu Swierdłowska, podczas gdy Wiktoria pracowała jako położna w szpitalu. Rok później urodziła im się córka Galina (1929–1998), a w 1933 roku przyszedł na świat ich syn Jurij (1933–2013).
Po otrzymaniu dyplomu położnej, ale pracując tylko do narodzin córki, Wiktorija zajmowała się domem i rodziną. Po tym, jak Leonid Breżniew zajął się działalnością rządową, piastując wysokie stanowiska, jego żona nie zmieniła swojego zwyczajowego trybu życia. Daleka od polityki i obojętna wobec niej, nie lubiła zwracać na siebie uwagi opinii publicznej, woląc pozostać gospodynią domową. Była odpowiedzialna za garderobę męża i według wspomnień znajomych zawsze była doskonałą kucharką. Kiedy Breżniew objął urząd sekretarza generalnego Komitetu Centralnego KPZR i miał osobistych kucharzy, nauczyła ich gotować tak, jak lubił jej mąż.
Wiktorija Breżniewa była tylko formalnie pierwszą damą. Jedynie okazjonalnie towarzyszyła mężowi na przyjęciach państwowych, poświęcając większość czasu obowiązkom domowym, dzieciom, wnukom i prawnukom. Żona sekretarza generalnego miała niewiele obowiązków urzędowych. Lubiła oglądać w telewizji zawody z łyżwiarstwa figurowego. Zapraszała w odwiedziny tylko przyjaciółki – żonę Andrieja Gromyki Lidię i żonę Konstantina Czernienki Annę.
Wkrótce po śmierci męża w 1982 roku Wiktorija Pietrowna została pozbawiona części majątku, w tym daczy. Przyznano jej jedynie osobistą emeryturę o znaczeniu związkowym w wysokości 300 rubli miesięcznie. Wdowa po Breżniewie przeżyła go o prawie trzynaście lat. Ostatnie lata życia spędziła sama w moskiewskim mieszkaniu, cierpiąc na cukrzycę.
Zmarła 5 lipca 1995 roku. Została pochowana obok rodziców na Cmentarzu Nowodziewiczym w Moskwie.